# 南条飛鳥
南条 飛鳥（なんじょう あすか）は、日本の漫画家。男性。主に成人向け漫画を執筆し、『COMIC Zip』（フランス書院）、『COMIC RIN』（茜新社）等で活動する。同人サークル「遺伝子の舟」主宰。

## 作品リスト

### 単行本
1. 『Monologue』 （1998年5月発売、メディアックス〈MDコミックス〉、ISBN 4-89613-352-8）
2. 『Second Diary』 （1999年8月発売、メディアックス〈MDコミックス〉、ISBN 4-89613-387-0）
3. 『いたずら子猫Twins』 （2008年3月27日発行[2]、茜新社〈TENMACOMICS RIN〉、ISBN 978-4-87182-975-5）

### 単行本未収録作品
- COMIC RIN（茜新社）
  - Master&Slave（2008年4、6、8、11月号）[3]
  - おねだり真美ちゃん先生♥（2009年4月号）[4]
  - 妹すくらんぶるっ!!（2009年6、8、11月号、2010年1月号）[4][5]
  - bloomin'（2010年4月号）[5]
  - NANAMI（2010年8月号）[5]